# Francis alle corse
Francis alle corse (Francis Goes to the Races) è il secondo episodio, realizzato da Arthur Lubin nel 1951 della saga Francis, il mulo parlante.

## Trama
Peter Sterling viene licenziato dalla banca e, rimasto senza lavoro e senza casa, gira per le campagne, accanto al suo mulo Francis. Durante il cammino, Francis incontra un suo lontano cugino, Granduca, pronipote di una sorella della prozia di Francis. Peter soggiorna nella fattoria dei signori Trevers, dove aiuta un vecchio stalliere, il colonnello Trevers, a risolvere tutti i suoi problemi economici e dove conosce la sua bella nipote, Frances. Durante quest'avventura, Peter incontra inoltre il signor "Bancarotta Mallorey", un uomo che gioca in modo illegale alle corse dei cavalli.